# Artéria suprarrenal superior

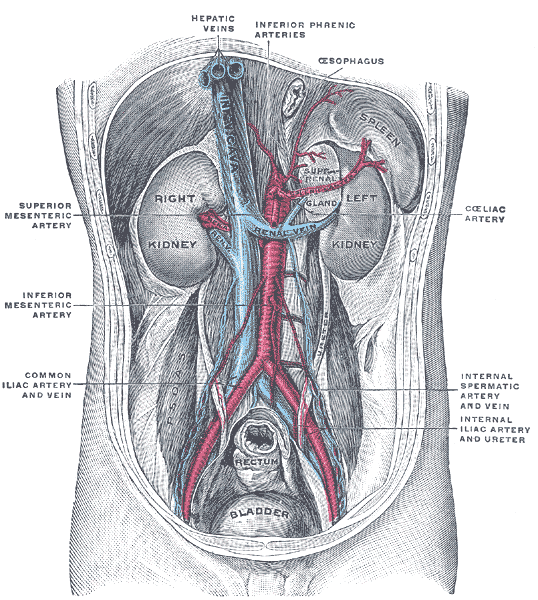
Parede abdominal posterior, após remoção do peritônio, mostrando rins, cápsulas suprarrenais e grandes vasos.

As artérias suprarrenais superiores são artérias que irrigam a parte superior de cada glândula suprarrenal. São compostas por seis ou oito ramos vindos da artéria frênica inferior. Antes de entrar na glândula, as artérias suprarrenais (superiores, médias e inferiores) ramificam-se de modo a cobrir toda a face da adrenal. São ramos da artéria frênica inferior.